# الكون الملتهب

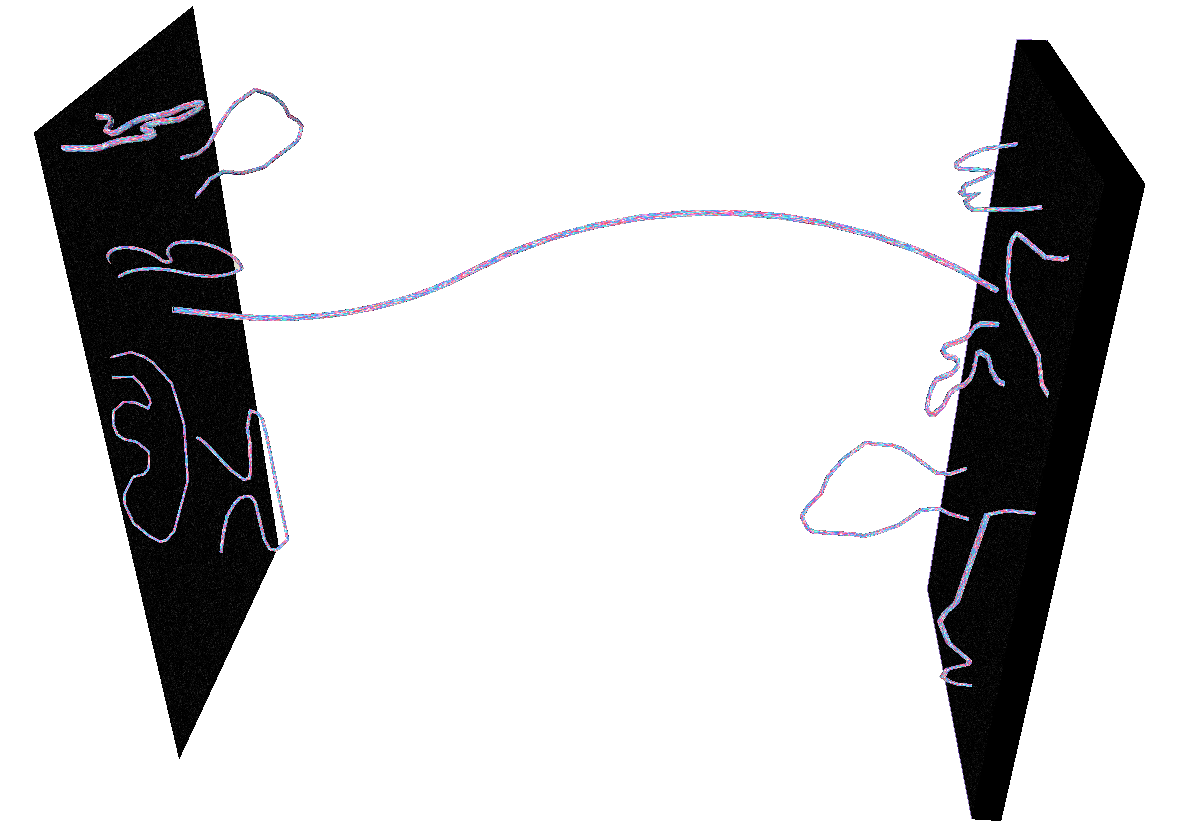

الكون الملتهب  هو نموذج كوني للكون المبكر يشرح أصل التركيب الواسع للكون. تم أيضًا دمج النموذج في نظرية الكون المتذبذب (أو نظرية الكون الملتهب المتذبذب)، والتي تقترح تاريخًا كونيًا كاملاً، في الماضي والمستقبل.

## الأصول
تم تقديم النموذج الأصلي للكون الملتهب بواسطة جوستين خوري وبيرت أفروت و بول شتاينهارد ونيل توروك في عام 2001.
ابتكر شتاينهاردت الاسم استنادًا إلى الكلمة الأولى ekpyrosis (اليونانية القديمة: ἐκπύρωσις، ekpyrōsis ، "conflagration" أي الالتهاب)؛ ويشير إلى نموذج كوني رخامي قديم يتم فيه اكتشاف الكون في دورة أبدية من الولادة الناريّة والتبريد و إعادة التولد.
تعالج النظرية السؤال الأساسي الذي لا يزال دون إجابة من قبل نموذج التضخم للانفجار الكبير: ماذا حدث قبل الانفجار الكبير؟ التفسير، وفقًا لنظرية الكون الملتهب، هو أن الانفجار الكبير كان في الواقع بمثابة ارتداد كبير، والانتقال من حقبة الانكماش السابقة إلى عصر التوسع الحالي. وقعت الأحداث الرئيسية التي شكلت كوننا قبل الارتداد، وفي نسخة متذبذبة، يرتد الكون على فترات منتظمة.

## تطبيقات النظرية
اعتمدت النماذج الأصلية للكون الملتهب على نظرية الأوتار. الأغشية و الأبعاد الاضافية، ولكن معظم النماذج الملتهبة و الحلقية المعاصرة تستخدم نفس المكونات الفيزيائية التي تستخدمها النماذج التضخمية (الحقول الكمومية المتطورة في الزمكان العادي) [بحاجة لمصدر] مثل نظرية الانفجار العظيم، تصف نظرية الكون الملتهب الخصائص الأساسية لكوننا بدقة. تتنبأ بكون موحد مسطح مع أنماط من البقع الساخنة و البقع الباردة، متفقًة مع ملاحظات إشعاع الخلفية الكونية الميكروي، الملاحظات على دقة أعلى تم تأكيدها من قبل تجارب مسبار ويلكينسون لقياس التباين الميكروي و مركبة بلانك الفضائية. ملاحظات إشعاع الخلفية الكونية الميكروي لطالما أُعتبرت دليلًا على الانفجار الكبير، لكن مؤيدي نظريات الكون الملتهب و المتذبذب تدعي أن إشعاع الخلفية الكونية الميكروي يتوافقون أيضًا مع نظرية الارتداد العظيم كما هو موضح في تلك النماذج. يجادل باحثون آخرون بأن البيانات المستقاة من ملاحظات بلانك في إشعاع الخلفية الكونية الميكروي «تحد بشكل كبير من مساحة العوامل القابلة للتطبيق في سيناريوهات الملتهبة و المتذبذبة». إن موجات الجاذبية البدائية، إذا تمت ملاحظتها على الإطلاق، قد تساعد العلماء على التمييز بين النظريات المختلفة حول أصل الكون.

## الآثار على علم الكونيات
من مميزات النماذج الملتهبة والمتذبذبة أنها لا تنتج أكوانًا متعددة. وهذا أمر مهم لأنه عندما يتم تضمين آثار التقلبات الكمومية بشكل صحيح في نموذج الانفجار الكبير التضخمي، فإنها تمنع الكون من تحقيق التوحيد والتسطيح أن علماء الكون يحاولون شرحه. بدلاً من ذلك، تتسبب تقلبات الكم المضخمة في تفكك الكون إلى بقع مع كل تركيبة يمكن تصورها من الخواص الفيزيائية. بدلاً من عمل تنبؤات واضحة، تسمح نظرية الانفجار الكبير التضخمية بأي نتيجة، بحيث يمكن اعتبار الصفات التي نلاحظها صدفة عشوائية، ناتجة عن بقعة معينة في الكون المتعدد الذي توجد فيه الأرض. سيكون لمعظم مناطق الكون المتعدد صفات مختلفة جدًا.
اقترح ستيفن وينبرغ الحائز على جائزة نوبل أنه إذا كانت الأكوان المتعددة حقيقة، فإن «الأمل في إيجاد تفسير منطقي للقيم الدقيقة لجسيمات الكوارك والثوابت الأخرى للنموذج القياسي الذي نلاحظه في الانفجار الكبير، سيكون محكومًا به، لأن قيمهم ستكون صدفًة في جزء معين من الكون المتعدد الذي نعيش فيه.» 
من الصعب التوفيق بين فكرة أن خواص كوننا تأتي من نظرية تتيح لمجموعة متعددة من الاحتمالات الأخرى مع حقيقة أن الكون بسيط للغاية (منتظم ومسطح) على نطاقات كبيرة ويبدو أن الجسيمات الأولية توصف بتناظرات وتفاعلات بسيطة. أيضًا، لا يمكن تزوير مفهوم الصدفة بتجربة نظرًا لأن أي تجارب مستقبلية يمكن اعتبارها ذات صفات متعلقة بالصدفة أيضًا.
في النماذج الملتهبة و المتذبذبة، يحدث التجانس والتسطيح خلال فترة الانكماش البطيء، لذلك لا تتضخم التقلبات الكمومية ولا يمكنها إنتاج أكوان متعددة. نتيجة لذلك، تتنبأ النماذج الملتهبة و المتذبذبة بخصائص فيزيائية بسيطة تتوافق مع الأدلة التجريبية الحالية دون إنتاج أكوان متعددة. هذا يجعل هذه النماذج ذات قيمة.